# Franziskus Maria Stratmann
Franziskus Maria Stratmann OP (* 8. September 1883 in Solingen als Johannes Stratmann; † 13. Mai 1971 in Hochdahl) war ein deutscher Ordenspriester, bedeutender Theoretiker der katholischen Friedensbewegung und gilt als Vertreter der „just war pacifists“.
Stratmann stützte sich in seiner Ablehnung des modernen Krieges vor allem auf die Bedingungen zur Führung eines gerechten Krieges und kam zu dem Schluss, dass angesichts der modernen Kriegswirklichkeit kein Krieg mehr theologisch zu rechtfertigen sei.

## Leben
Johannes Stratmann besuchte das Gymnasium in Solingen und nach dem Umzug der Familie ab 1902 bis zum Abitur in Saarbrücken. Nach einem Semester Jura an der Universität Lausanne trat er am 9. Oktober 1905 in Venlo in den Dominikanerorden ein und nahm den Ordensnamen Franziskus Maria an. Am 16. Oktober des folgenden Jahres legte er die erste Profess ab und studierte anschließend bis 1913 Philosophie und Theologie an der Theologischen Hochschule Düsseldorf. Die ewige Profess legte er am 16. Oktober 1909 ab; am 10. August 1912 empfing er in Köln das Sakrament der Priesterweihe. 1913 wurde Lehrer am St.-Josephs-Kolleg in Vechta.
Kurz vor dem Ausbruch des Ersten Weltkriegs wurde er 1914 als Nachfolger von Bonaventura Krotz OP Studentenseelsorger in Berlin und nach Kriegsbeginn stellvertretender Divisionspfarrer. Auf Anregung von Carl Sonnenschein verfasste er 1916 unter dem Titel Veritas (deutsch: Wahrheit) eine moraltheologische Schrift für an die Front einberufene Akademiker, in der er die klassische, von der Kirche im Anschuss an Thomas von Aquin vertretene Lehre vom gerechten Krieg vertrat. Die Konfrontation mit der Kriegswirklichkeit durch Leserreaktionen und die Beschäftigung mit den Friedensinitiativen von Papst Benedikt XV. führten gegen Kriegsende zu einer Korrektur seiner Positionen, von denen er sich im Oktober 1918 ausdrücklich distanzierte. Inhaltlich orientierte er sich unter anderem am 1919 erschienenen Werk Weltpolitik und Weltgewissen des Philosophen Friedrich Wilhelm Foerster und lehnte die kirchliche Lehre vom gerrechten Krieg nunmehr ab.
Stratmann gehörte zu den Mitgründern des 1919 von Max Joseph Metzger initiierten Friedensbundes Deutscher Katholiken. Neben der Leitung der norddeutschen Gruppen der Vereinigung ab 1920 war er vor allem der wichtigste Theoretiker des Friedensbundes. Seine friedensethischen Positionen, die er 1924 im Buch Weltkirche und Weltfriede, Katholische Gedanken zum Kriegs- und Friedensproblem dargelegt hatte, gingen als moraltheologische Basis in das im selben Jahr veröffentlichte Programm des Bundes, die Hildesheimer Richtlinien ein. Darüber hinaus schrieb er in den Zeitschriften des Friedensbundes Die katholische Friedenswarte und Der Friedenskämpfer. Seine pazifistischen Aktivitäten wurden von der Berliner Studentenschaft abgelehnt, weshalb Stratmann 1923 als Studentenseelsorger abgelöst wurde und sich im folgenden Jahr nach 1924 nach Köln versetzen ließ.
1926 kehrte Stratmann nach Berlin zurück und übernahm als Kuratus die Seelsorge an der St.-Maria-Victoria-Heilanstalt. Er gehörte dem Dominikanerkonvent von St. Paulus in Berlin-Moabit an, der in dieser Zeit zu einem besonderen geistlichen und intellektuellen Mittelpunkt des Berliner Katholizismus wurde.
Die pazifistischen Positionen Stratmanns blieben in katholischen Kreisen und im Episkopat umstritten. Der Jesuit Friedrich Muckermann, selbst entschiedener Gegner von Rassismus und Antisemitismus, warf Stratmann mangelndes Nationalgefühl vor. Auch das Verhältnis zum „Weltstadtapostel“ Carl Sonnenschein war nicht ungetrübt. Dennoch hielt Stratmann im Februar 1929 in der St.-Hedwigs-Kathedrale die im Rundfunk übertragene Kanzelrede beim Requiem für Sonnenschein.
Im selben Frühjahr war er maßgeblich an der Gründung der Arbeitsgemeinschaft der Konfessionen für den Frieden beteiligt. Einen Höhepunkt seiner Bemühungen um die Völkerverständigung bildete im Dezember 1929 die in Berlin tagende Katholische Deutsch-Französische Konferenz, an der führende Zentrumspolitiker sowie der Apostolische Administrator des in Gründung befindlichen Bistums Berlin, Christian Schreiber, teilnahmen. Ab 1930 war Stratmann für die Arbeit im Freidensbund Deutscher Katholiken freigestellt, dessen Gesamtleitung er nunmehr innehatte.
Stratmann vertrat seine Auffassungen zur Friedensethik in den Verbandszeitschriften und in öffentlichen Versammlungen. So wendete er sich auf dem 71. Deutschen Katholikentag in Essen im Spätsommer 1932 gegen jeden Nationalismus und betonte, für Christen sei „der einzig mögliche Standpunkt […] die Unterordnung des Nationalen unter das Menschheitsideal“. Dementsprechend stellte sich auch offen gegen den Nationalsozialismus und kritisierte insbesondere den Antisemitismus. Am 10. April 1933 schrieb er an den Erzbischof von München, Michael Faulhaber: „Niemand protestiert wirksam gegen diese unbeschreibliche deutsche und christliche Schmach. Selbst Priester fühlen ihre antisemitischen Instinkte durch dieses sündhafte Treiben befriedigt.“
Stratmann wurde nach dem Verbot des Friedensbundes Deutscher Katholiken am 5. Juli 1933 verhaftet. Nach Polizeigewahrsam und Untersuchungshaft in Spandau sowie im Untersuchungsgefängnis Moabit war er bis September 1933 in Schutzhaft. Auf Intervention seines Provinzialoberen Laurentius Siemer OP, des Dompfarrers von St. Hedwig Bernhard Lichtenberg und des Breslauer Erzbischofs Adolf Kardinal Bertram wurde er entlassen und im Kölner Dominikanerkloster unter Hausarrest gestellt. Als ihm nach einer NS-kritischen Predigt zum Christkönigsfest erneut die Verhaftung drohte, ermöglichte ihm Provinzial Siemer die Ausreise nach Rom, wo er unter anderem als Beichtvater an der Basilika Santa Maria Maggiore tätig war.
In Rom war Stratmann weiter zu Friedensfragen aktiv und publizierte, wenn auch teilweise anonym. 1937 gehörte zu den Unterzeichnern der Denkschrift Die Kirche Christi und die Judenfrage, die sich gegen den Antisemitismus der Nationalsozialisten wandte und den Papst sowie andere kirchliche Würdenträger – vergeblich – zu einem offiziellen Protest gegen die Judenverfolgung in Deutschland bewegen wollte.
Wegen der sich auch hier zuspitzenden Lage wich Stratmann 1938 nach Venlo aus. Nach der Kriegserklärung Deutschlands an die Niederlande floh Stratmann, dem inzwischen die deutsche Staatsbürgerschaft entzogen worden war, über mehrere Klöster in Holland und Belgien, bevor er von 1940 bis zum Kriegsende bei den Bethanienschwestern ein Versteck fand. Nach dem Kriegsende lebte er im Dominikanerkloster in Gent, bis er Anfang August 1947 nach Deutschland in das Dominikanerkloster Walberberg zurückkehrte.
Unterstützt von früheren Mitstreitern wie Walter Dirks engagierte er sich für eine Wiederbelebung der Friedensbewegung. 1948 hielt er eine Friedensrede auf dem 72. Deutschen Katholikentag in Mainz. Im Dezember desselben Jahres erfolgte die Neugründung des Friedensbundes Deutscher Katholiken. Stratmann wurde erneut zu einem Vordenker der katholischen Friedensbewegung, der Friedensbund erreichte aber im Gegensatz zur von Frankreich ausgehenden und stärker geistlich orientierten Pax-Christi-Bewegung eine breite Resonanz mehr. 1951 entschloss sich die Führung des Friedensbundes zu dessen Auflösung und empfahl den Mitgliedern ein weiteres Engagement bei Pax Christi.
In den folgenden Jahren war Franziskus Maria Stratmann weiter publizistisch aktiv und veröffentlichte unter anderem Beiträge zum Einfluss des Pazifismus, zu Wiederbewaffnung und Kriegsdienstverweigerung wie auch zu Fragen der atomaren Rüstung. Die in den 1960er Jahren zunehmend politische Prägung der Pax-Christi-Bewegung begrüßte er. Ab 1965 lebte er als Seelsorger des Dominikanerinnenklosters in Hochdahl. Er starb am 13. Mai 1971 im Alter von 87 Jahren und wurde auf dem Friedhof des Klosters Walberberg begraben.
Im Februar 2007 wurde in Erkrath-Hochdahl durch den Düsseldorfer Dominikanerpater Elias H. Füllenbach und die stellvertretende Bürgermeisterin Regina Wedding am ehemaligen Dominikanerinnenkloster eine Gedenktafel für den Geistlichen eingeweiht sowie ein Weg nach ihm benannt.

## Werke (Auswahl)
- Veritas: den Akademikern im Felde entboten von deutschen Dominikanern, Mönchengladbach 1917.
- Weltkirche und Weltfriede, Katholische Gedanken zum Kriegs- und Friedensproblem. Haas & Grabherr, Augsburg 1924.
- Richtlinien des Friedensbundes Deutscher Katholiken. Erläutert von P. Franziskus M. Stratmann OP, München 1925.
- Regina Pacis. Eine Lehre vom Frieden. Dargestellt am friedenreichen Wesen und Leben unserer lieben Frau, Berlin 1927.
- Peace and the Clergy (anonym veröffentlicht), London 1936.
- Die Heiligen und der Staat, 5 Bände, Frankfurt am Main 1949–1958.
- Krieg und Christentum heute, Trier 1950.
- Thesen zum gerechten und ungerechten Krieg, in: Atomare Kampfmittel und christliche Ethik. Diskussionsbeiträge deutscher Katholiken, München 1960, S. 34–39.
- In der Verbannung. Tagebuchblätter 1940 bis 1947. Europäische Verlagsanstalt, Frankfurt am Main 1962.
- Gaben und Aufgaben: Über die religiöse Bedeutung der 7 Gaben des Heiligen Geistes, Frankfurt am Main 1962.